# Isonychus callosipygus
Isonychus callosipygus är en skalbaggsart som beskrevs av Frey 1965. Isonychus callosipygus ingår i släktet Isonychus och familjen Melolonthidae. Inga underarter finns listade i Catalogue of Life.